# Andy García
Andrés Arturo García y Menéndez (* 12. dubna 1956 Havana) je kubánsko-americký herec. Stal se známým koncem osmdesátých a devadesátých let 20. století, když se objevil v několika úspěšných hollywoodských filmech, včetně filmu Kmotr III (The Godfather: Part III.), Neúplatní (The Untouchables) a Když muž miluje ženu (When a Man Loves a Woman). Hrál ve filmu Dannyho parťáci (Ocean's Eleven) a jeho pokračováních Dannyho parťáci 2 (Ocean's Twelve) a Dannyho parťáci 3 (Ocean's Thirteen).

## Osobní život
García se narodil v Bejucal v provincii Havana na Kubě s přirostlým mrtvým dvojčetem, které bylo později chirurgicky odstraněno. Jeho matka Amelie Menéndez byla učitelka angličtiny a jeho otec René García Núñez byl farmářem a obchodním zástupcem na Kubě a později vlastnil podnik s voňavkami v USA. García má staršího bratra René. Když bylo Garcíovi pět let, rodina se přestěhovala do Miami na Floridě po nevydařené invazi v Zátoce sviní. Po několika letech se jim podařilo vybudovat úspěšnou parfumerii. García vyrůstal jako římský katolík a navštěvoval střední školu Miami Beach, kde hrál v basketbalovém týmu. Během posledního roku na střední škole onemocněl mononukleózou, což ho nasměrovalo k herecké kariéře. Svou hereckou dráhu začal dramatickým kroužkem s Jayem W. Jensenem na již zmiňované střední škole.
V roce 1982 se oženil s Marií Victorií Lorido, se kterou má tři dcery a syna: Dominik (nar. 16. srpna 1983), Daniella 3. ledna 1988, Alessandra (nar. 20. června 1991 a Andres (nar. 28. ledna 2002)

## Kariéra
García začínal několika menšími rolemi, zviditelnil se až v roce 1985 ve snímku Mizerná sezóna s Kurtem Russellem, ačkoli film nebyl příliš komerčně úspěšný. Režisér Brian De Palma byl zaujat Garcíovým vystoupením ve filmu 8 miliónů způsobů jak zemřít a obsadil ho do svého filmu Nedoknutelní, který z něj udělal populárního hollywoodského herce.
V roce 1989 obsazoval Francis Ford Coppola svého Kmotra III. O postavu Vincenta, nelegitimního syna Sonnyho Corleone, mělo zájem několik známých herců, García byl ale navíc podobný mladému Alu Pacinovi, a tak roli získal právě on. Kmotr III mu pak vynesl nominaci na Oscara.
Následovala role vedle Richarda Gerea ve snímku Vnitřní záležitosti a další filmy jako Hrdina proti své vůli, Když muž miluje ženu, kde ztvárnil manžela ženy-alkoholičky, Co dělat v Denveru, když člověk nežije nebo Hranice zoufalství, ve kterém si zahrál policistu, který se snaží zachránit svého vážně nemocného syna.
Jednou z Garcíových nejznámějších rolí je Terry Benedict, majitele ladvegasského hotelu a kasina, které je vyloupeno Dannyho parťáky. Film je remakem snímku z roku 1960 Dannyho jedenáctka, v angličtině mají oba filmy stejný titul Ocean's Eleven. Stejnou roli si zopakoval v roce 2004 v pokračování Dannyho parťáci 2, i když dostal méně prostoru, a objevil se i v dalším pokračování Dannyho parťáci 3 o tři roky později.
V roce 2005 se podílel na filmu Ztracené město, který spolunapsal, režíroval a také v něm hrál spolu s Dustinem Hoffmanem a Billem Murrayem. Po uvedení byl film kritizován v Latinské Americe kvůli tomu, že negativně ukazoval Kubánskou revoluci a Che Guevaru, který se tam stále těší oblibě. V roce 2009 se objevil ve filmu složeném z několika příběhů odehrávajících se v New Yorku - New Yorku, miluji Tě!.

## Filmografie

### Film
| Rok  | Název                                         | Role                                              | Poznámky                         |
| ---- | --------------------------------------------- | ------------------------------------------------- | -------------------------------- |
| 1983 | Blue Skies Again                              | Ken                                               |                                  |
| 1983 | Guaguasi                                      | Ricardo                                           |                                  |
| 1983 | Noc v ráji                                    | barman T. J.                                      |                                  |
| 1984 | Průvodce osamělého muže                       |                                                   | neuveden v titulcích             |
| 1985 | Vražedný ráj                                  | Ray Martínez                                      |                                  |
| 1986 | 8 milionů způsobů jak zemřít                  | Anděl Moldonado                                   |                                  |
| 1987 | Neúplatní                                     | agent George Stone / Giuseppe Petri               |                                  |
| 1988 | Ukaž, co umíš                                 | Dr. Ramírez                                       |                                  |
| 1988 | American Roulette                             | Carlos Quintas                                    |                                  |
| 1989 | Černý déšť                                    | Detektiv Charlie Vincent                          |                                  |
| 1990 | Vnitřní záležitosti                           | Raymond Avilla                                    |                                  |
| 1990 | Bouřící Portoriko                             | Luis Ángel Mora                                   |                                  |
| 1990 | Kmotr 3                                       | Vincent Mancini                                   |                                  |
| 1991 | Znovu po smrti                                | Gray Baker                                        |                                  |
| 1992 | Hrdina proti své vůli                         | John Bubber                                       |                                  |
| 1992 | Jennifer 8                                    | Seržant John Berlin                               |                                  |
| 1994 | Když muž miluje ženu                          | Michael Green                                     |                                  |
| 1995 | Co dělat v Denveru, když člověk nežije        | Jimmy "The Saint" Tosnia                          |                                  |
| 1995 | Dangerous Minds                               |                                                   |                                  |
| 1995 | Steal Big, Steal Little                       | Ruben Partida Martinez / Robert Martin / Narrator |                                  |
| 1996 | Soumrak nad Manhattanem                       | Sean Casey                                        |                                  |
| 1996 | The Disappearance of Garcia Lorca             | Federico García Lorca                             |                                  |
| 1997 | Gangster                                      | Charlie "Lucky" Luciano                           |                                  |
| 1998 | Hranice zoufalství                            | Frank Conner                                      |                                  |
| 1999 | Cesta ke štěstí                               | Gary Starke                                       | také producent                   |
| 2000 | Lakeboat                                      | Guigliani                                         |                                  |
| 2001 | Nevyřčené tajemství                           | Michael Hunter                                    | také výkonný producent           |
| 2001 | Muž z Elysejských polí                        | Byron Tiller                                      | také producent                   |
| 2001 | Dannyho parťáci                               | Terry Benedict                                    |                                  |
| 2003 | Chladnokrevně                                 | agent Gunther Butan                               |                                  |
| 2003 | Just Like Mona                                |                                                   |                                  |
| 2004 | Klíč k vraždě                                 | Mike Delmarco                                     |                                  |
| 2004 | Modigliani                                    | Amedeo Modigliani                                 | také výkonný producent           |
| 2004 | Dannyho parťáci 2                             | Terry Benedict                                    |                                  |
| 2005 | Koma                                          | Jack Heywood                                      |                                  |
| 2005 | Ztracené město                                | Fico Fellove                                      | také režisér a výkonný producent |
| 2006 | Sejmi eso                                     | Stanley Locke                                     |                                  |
| 2007 | To, co dýchám                                 | Fingers                                           |                                  |
| 2007 | Dannyho parťáci 3                             | Terry Benedict                                    |                                  |
| 2008 | New Yorku, miluji Tě!                         | Garry                                             |                                  |
| 2008 | Čivava z Beverly Hills                        | Delgado (hlas)                                    |                                  |
| 2009 | Růžový panter 2                               | Inspektor Vicenzo Brancaleone                     |                                  |
| 2009 | City Island                                   | Vince Rizzo                                       | také producent                   |
| 2009 | Hranice                                       | Javier Salazar                                    |                                  |
| 2010 | Across the Line: The Exodus of Charlie Wright | Jorge Garza                                       |                                  |
| 2011 | 5 Days of War                                 | Mikheil Saakashvili                               |                                  |
| 2012 | Pro větší slávu                               | Enrique Gorostieta Velarde                        |                                  |
| 2012 | Únik z džungle                                | Jack Begosian                                     |                                  |
| 2013 | Anglie                                        | Chuck                                             |                                  |
| 2013 | Middletonská romance                          | George Hartman                                    |                                  |
| 2014 | Falešní poldové                               | Detektiv Brolin                                   |                                  |
| 2014 | Smrt čmuchala                                 | Norwin Meneses                                    |                                  |
| 2014 | Rob the Mob                                   | Velký Al                                          |                                  |
| 2014 | Rio 2                                         | Eduardo (hlas)                                    |                                  |
| 2016 | Krotitelé duchů                               | starosta Bradley                                  |                                  |
| 2016 | Max Steel                                     | Dr. Miles Edwards                                 |                                  |
| 2016 | True Memoirs of an International Assassin     | El Toro                                           |                                  |
| 2016 | Pasažéři                                      | Admirál Norris                                    |                                  |
| 2017 | Geostorm: Globální nebezpečí                  | Prezident Andrew Palma                            |                                  |
| 2018 | Bent                                          | Jimmy Murtha                                      |                                  |
| 2018 | Dámský klub                                   | Mitchell                                          |                                  |
| 2018 | Mamma Mia! Here We Go Again                   | Fernando Cienfuegos                               |                                  |
| 2018 | Pašerák                                       | Laton                                             |                                  |
| 2019 | Against the Clock                             | Gerald Hotchkiss                                  |                                  |
| 2020 | Vzkaz na zdi záchodků                         | Floyd                                             |                                  |
| 2020 | Ana                                           | Rafa                                              |                                  |
| 2021 | Redemption Day                                | ambasador Williams                                |                                  |
| 2021 | Barb a Star jedou do Vista del Mar            | Tommy Bahama                                      |                                  |
| 2021 | Rozhněvaný muž                                | FBI agent King                                    |                                  |
| 2022 | What About Love                               | Peter Tarlton                                     |                                  |
| 2022 | Big Gold Brick                                | Floyd                                             |                                  |
| 2022 | The Father of the Bride                       | Guillermo "Billy" Herrera                         | také výkonný producent           |
| 2023 | Book Club: The Next Chapter                   | Mitchell                                          |                                  |
| 2023 | The Expendables 4                             | Marsh                                             |                                  |
| 2023 | Miranda's Victim                              | Alvin Moore                                       |                                  |
| 2023 | Pain Hustlers                                 | Jack Neel                                         |                                  |
| —    | Hemingway & Fuentes                           | Fuentes                                           |                                  |

### Televize
| Rok        | Název                                              | Role                    | Poznámky                                      |
| ---------- | -------------------------------------------------- | ----------------------- | --------------------------------------------- |
| 1978       | ¿Qué Pasa, USA?                                    | Pepe                    | díl: „Here Comes the Bride“                   |
| 1979       | Archie Bunker's Place                              | Manuel                  | díl: „Building the Restaurant“                |
| 1981, 1984 | Poldové z Hill Street                              | Ernesto                 | 2 díly                                        |
| 1983       | For Love and Honor                                 | Zdravotník              | pilotní díl                                   |
| 1984       | To je vražda, napsala                              | Silný chlap č.1         | díl: „Vražda Sherlocka Holmese“               |
| 1984       | Brothers                                           | Jose                    | díl: „Happy Birthday Me!“                     |
| 1985       | Alfred Hitchcock uvádí                             | Alejandro               | díl: „Breakdown“                              |
| 1986       | Foley Square                                       | Filmová hvězda          | díl: „The Star“                               |
| 1988       | Výkupné                                            | Clinton Dillard         | TV film                                       |
| 1999       | Cena za život                                      | Joseph Michael Kirkland | TV film (ABC)                                 |
| 2000       | Pro lásku či pro vlast: Příběh Artura Sandovala    | Arturo Sandoval         | také producent                                |
| 2001       | Frasier                                            | Terrance                | díl: „Boj za tátu“                            |
| 2003       | Will a Grace                                       | Milo                    | díl: „Willův gól“                             |
| 2005       | Kurtlar vadisi                                     | Amon                    | 2 díly                                        |
| 2006       | George Lopez                                       | Ray                     | díl: „George Doesn't Trustee Angie's Brother“ |
| 2008       | Classical Baby (I'm Grown Up Now): The Poetry Show | Sám sebe                | TV film                                       |
| 2009       | The National Parks: America's Best Idea            | Různé postavy (hlas)    | dokumentární seriál                           |
| 2010       | Top Gear                                           | Sám sebe                | díl 15.4                                      |
| 2011       | Simpsonovi                                         | Publicista (hlas)       | díl: „Velká knižní loupež“                    |
| 2012       | Dora průzkumnice                                   | Don Quijote (hlas)      | díl: „Dora's Royal Rescue“                    |
| 2012       | Dora's Royal Rescue                                | Don Quijote (hlas)      | TV film                                       |
| 2013       | Vánoce v Conway                                    | Duncan Mayor            | TV film                                       |
| 2013       | Doll & Em                                          | Andy                    | díl 1.5                                       |
| 2014       | Kurtlar Vadisi Pusu                                | Amon                    | 5 dílů                                        |
| 2016       | Hráči                                              | Andre Allen             | 6 dílů                                        |
| 2018       | Má večeře s Hervém                                 | Ricardo Montalbán       | TV film (HBO)                                 |
| 2018–2019  | 3 mimo: Příběhy z Arkádie                          | Král Fialkov (hlas)     | 7 dílů                                        |
| 2019       | Moderní láska                                      | Michael                 | díl: „Když je Amor zvídavá novinářka“         |
| 2020       | Flipped                                            | Rumualdo                | hlavní role, 8 dílů                           |
| 2020       | Elena z Avaloru                                    | Hertz (hlas)            | díl: „Coronation Day“                         |
| 2021       | Rebel                                              | Julian Cruz             | hlavní role                                   |